# Jean Tristan de France
Pour les articles homonymes, voir Jean de France et Jean de Nevers.
Titres
Comte de Valois
1269 – 3 août 1270
Comte de Nevers
1265 – 3 août 1270
Jean surnommé Jean Tristan, né à Damiette le 8 avril 1250, mort à Tunis le 3 août 1270, comte de Nevers (1265-1270) et comte de Valois (1268-1270), est le quatrième fils de Saint Louis, roi de France et de sa femme Marguerite de Provence.

## Biographie

### Naissance
Le prince Jean naît pendant que ses parents mènent la septième croisade et ont pris la ville de Damiette le 4 juin 1249. Son père ayant été fait prisonnier dans la nuit du 5 au 6 avril 1250, la cité elle-même se trouve menacée par les Égyptiens. Marguerite de Provence, enceinte, déclare à un chevalier qu'elle préfère qu'on les tue, elle et son enfant, plutôt que tomber aux mains des musulmans. Elle accouche peu après et ajoute « Tristan » au prénom choisi pour son fils en raison des circonstances dramatiques qui accompagnent la naissance du prince. Peu après, le sultan égyptien est renversé et son successeur négocie la liberté du roi contre la restitution de la ville de Damiette le 6 mai 1250. Saint Louis séjourne ensuite en Terre sainte avec sa femme et son fils Jean Tristan jusqu'au 25 avril 1254 pour la réorganiser et lui donner quelques chances de résister. Saint Louis revient alors à Paris au début octobre 1254.

### Fils de France
En 1258, Jean Tristan est fiancé à Yolande de Bourgogne (1247-1280), comtesse de Nevers, fille d'Eudes de Bourgogne. Le mariage intervient en 1266 et la même année, à la suite de la mort de son beau-père Eudes à Acre, il devient comte de Nevers. Le 24 avril de l'année suivante a lieu à Vézelay une ostension des reliques de la Madeleine.
Son père lui donne ensuite en apanage en 1269 le comté de Valois avec Crépy-en-Valois, la Ferté-Milon et Villers-Cotterêts ; toutefois Jean Tristan est toujours dénommé « Jean comte de Nevers ».
Jean Tristan accompagne son père durant la huitième croisade, mais l'armée est victime d'une épidémie de dysenterie. Jean Tristan compte parmi les victimes et meurt le 3 août 1270, et l'on dit que l'annonce de sa mort acheva Saint Louis, également malade. Tous deux étant morts loin de leur patrie, la technique funéraire du mos Teutonicus leur fut pratiquée. Il est inhumé comme son père dans l'église de l'abbaye royale de Saint-Denis.
Jean Tristan disparaît sans descendance et sa veuve Yolande de Bourgogne se remarie dès 1272 avec Robert III de Dampierre, comte de Flandre, et lui apporte son comté de Nevers. En revanche, le comté de Valois, apanage du défunt, retourne à la Couronne.

## Armoiries
| Blason | Blasonnement : D'azur semé de fleurs de lys d'or à la bordure de gueules |